# Oneiliana multifera
Oneiliana multifera är en fjärilsart som beskrevs av Louis Beethoven Prout 1922. Oneiliana multifera ingår i släktet Oneiliana och familjen mätare. Inga underarter finns listade i Catalogue of Life.